# Moitié, moitié
"Moitié, moitié" ("Metade, metade") foi a canção que representou a  no Festival Eurovisão da Canção 1987 realizado em Bruxelas Bélgica, interpretada em francês por Carol Rich. Foi a 22.ª canção e última a ser interpretada na noite do evento, a seguir à canção jugoslava "Ja sam za ples", interpretada pela banda Novi Fosili. Terminou em 17.º lugar, recebendo um total de 27 pontos. 

## Autores
- Letrista: Jean-Jacques Egli
- Compositor: Jean-Jacques Egli
- Orquestrador: Não teve

## Letra
A canção transmite a mensagem de que tudo na vida deve ser partilhado, devemos partilhar tudo, incluindo claro o amor,  se não houver reciprocidade não há amor, é isso que a cantora repete diversas vezes na canção.